# Lijst van kameelhalsvliegen
Deze lijst van kameelhalsvliegen bevat alle levende erkende soorten uit de orde van de kameelhalsvliegen (Raphidioptera).
Familie Inocelliidae:
- Fibla (Fibla) hesperica Navás, 1915
- Fibla (Fibla) maclachlani (Albarda, 1891)
- Fibla (Fibla) peyerimhoffi (Navás, 1919)
- Fibla (Reisserella) pasiphae (H. Aspöck & U. Aspöck, 1971)
- Indianoinocellia mayana U. Aspöck et al., 1992
- Indianoinocellia pilicornis (Carpenter, 1959)
- Inocellia aspouckorum C.-k. Yang, 1999
- Inocellia bhutana H. Aspöck et al., 1991
- Inocellia brunni Navás, 1915
- Inocellia crassicornis (Schummel, 1832)
- Inocellia frigida Navás, 1915
- Inocellia fujiana C.-k. Yang, 1999
- Inocellia fulvostigmata U. Aspöck & H. Aspöck, 1968
- Inocellia japonica Okamoto, 1917
- Inocellia rossica Navás, 1916
- Inocellia sinensis Navás, 1936
- Inocellia taiwana H. Aspöck & U. Aspöck, 1985
- Negha inflata (Hagen, 1861)
- Negha longicornis (Albarda, 1891)
- Negha meridionalis U. Aspöck, 1988
- Parainocellia (Amurinocellia) calida (H. Aspöck & U. Aspöck, 1973)
- Parainocellia (Parainocellia) bicolor (A. Costa, 1855)
- Parainocellia (Parainocellia) braueri (Albarda, 1891)
- Parainocellia (Parainocellia) burmana (U. Aspöck & H. Aspöck, 1968)
- Parainocellia (Parainocellia) ressli (H. Aspöck & U. Aspöck, 1965)
- Sininocellia gigantos C.-k. Yang, 1985

Familie Raphidiidae:
- Africoraphidia spilonota (Navás, 1915)
- Agulla (Agulla) arizonica (Banks, 1911)
- Agulla (Agulla) arnaudi (U. Aspöck, 1973)
- Agulla (Agulla) assimilis (Albarda, 1891)
- Agulla (Agulla) astuta (Banks, 1911)
- Agulla (Agulla) barri (U. Aspöck, 1973)
- Agulla (Agulla) bicolor (Albarda, 1891)
- Agulla (Agulla) bractea Carpenter, 1936
- Agulla (Agulla) crotchi (Banks, 1924)
- Agulla (Agulla) faulkneri U. Aspöck, 1987
- Agulla (Agulla) flexa Carpenter, 1936
- Agulla (Agulla) herbsti (Esben-Petersen, 1912)
- Agulla (Californoraphidia) nigrinotum Woglum & McGregor, 1964
- Agulla (Franciscoraphidia) directa Carpenter, 1936
- Agulla (Glavia) adnixa (Hagen, 1861)
- Agulla (Glavia) modesta Carpenter, 1936
- Agulla (Glavia) paramerica U. Aspöck, 1982
- Agulla (Glavia) unicolor Carpenter, 1936
- Alena (Alena) distincta (Banks, 1911)
- Alena (Aztekoraphidia) australis (Banks, 1895)
- Alena (Aztekoraphidia) caudata (Navás, 1914)
- Alena (Aztekoraphidia) horstaspoecki U. Aspöck & Contreras-Ramos, 2004
- Alena (Aztekoraphidia) infundibulata U. Aspöck et al., 1994
- Alena (Aztekoraphidia) minuta (Banks, 1903)
- Alena (Aztekoraphidia) schremmeri U. Aspöck et al., 1994
- Alena (Aztekoraphidia) tenochtitlana (U. Aspöck & H. Aspöck, 1978)
- Alena (Mexicoraphidia) americana (Carpenter, 1959)
- Atlantoraphidia maculicollis (Stephens, 1836)
- Calabroraphidia renate Rausch et al., 2004
- Dichrostigma adananum (Albarda, 1891)
- Dichrostigma flavipes (Stein, 1863)
- Dichrostigma malickyi (H. Aspöck & U. Aspöck, 1964)
- Dichrostigma mehadia (H. Aspöck & U. Aspöck, 1964)
- Harraphidia harpyia Steinmann, 1963
- Harraphidia laufferi (Navás, 1915)
- Hispanoraphidia castellana (Navás, 1915)
- Iranoraphidia wittmeri (H. Aspöck & U. Aspöck, 1970)
- Italoraphidia solariana (Navás, 1928)
- Mauroraphidia maghrebina H. Aspöck et al., 1983
- Mongoloraphidia (Alatauoraphidia) dolinella U. Aspöck & H. Aspöck, 1991
- Mongoloraphidia (Alatauoraphidia) drapetis U. Aspöck & H. Aspöck, 1993
- Mongoloraphidia (Alatauoraphidia) eklipes U. Aspöck & H. Aspöck, 1993
- Mongoloraphidia (Alatauoraphidia) medvedevi U. Aspöck & H. Aspöck, 1990
- Mongoloraphidia (Alatauoraphidia) pskemiana H. Aspöck et al., 1999
- Mongoloraphidia (Alatauoraphidia) zhiltzovae (H. Aspöck & U. Aspöck, 1970)
- Mongoloraphidia (Ferganoraphidia) pusillogenitalis (H. Aspöck et al., 1968)
- Mongoloraphidia (Formosoraphidia) caelebs H. Aspöck et al., 1985
- Mongoloraphidia (Formosoraphidia) formosana (Okamoto in Nagano, 1917)
- Mongoloraphidia (Formosoraphidia) taiwanica U. Aspöck & H. Aspöck, 1982
- Mongoloraphidia (Hissaroraphidia) gissarica (H. Aspöck et al., 1968)
- Mongoloraphidia (Hissaroraphidia) karatauica H. Aspöck & U. Aspöck, 1995
- Mongoloraphidia (Hissaroraphidia) kelidotocephala U. Aspöck & H. Aspöck, 1991
- Mongoloraphidia (Hissaroraphidia) kughitanga H. Aspöck et al., 1997
- Mongoloraphidia (Hissaroraphidia) martynoviella (H. Aspöck & U. Aspöck, 1968)
- Mongoloraphidia (Hissaroraphidia) mirabilis (H. Aspöck & U. Aspöck, 1975)
- Mongoloraphidia (Hissaroraphidia) tadshikistanica (H. Aspöck et al., 1968)
- Mongoloraphidia (Japanoraphidia) harmandi (Navás, 1909)
- Mongoloraphidia (Kasachoraphidia) martynovae (Steinmann, 1964)
- Mongoloraphidia (Kirgisoraphidia) kaltenbachi H. Aspöck et al., 2002
- Mongoloraphidia (Kirgisoraphidia) mazeppa (H. Aspöck & U. Aspöck, 1972)
- Mongoloraphidia (Kirgisoraphidia) monstruosa (H. Aspöck et al., 1968)
- Mongoloraphidia (Kirgisoraphidia) nurgiza H. Aspöck et al., 1997
- Mongoloraphidia (Mongoloraphidia) altaica (H. Aspöck & U. Aspöck, 1966)
- Mongoloraphidia (Mongoloraphidia) christophi H. Aspöck et al., 1982
- Mongoloraphidia (Mongoloraphidia) dsungarica (H. Aspöck & U. Aspöck, 1968)
- Mongoloraphidia (Mongoloraphidia) indica H. Aspöck et al., 1982
- Mongoloraphidia (Mongoloraphidia) kashmirica H. Aspöck et al., 1982
- Mongoloraphidia (Mongoloraphidia) kaszabi (H. Aspöck & U. Aspöck, 1967)
- Mongoloraphidia (Mongoloraphidia) pakistanica (H. Aspöck & U. Aspöck, 1978)
- Mongoloraphidia (Mongoloraphidia) remmi (H. Aspöck & U. Aspöck, 1975)
- Mongoloraphidia (Mongoloraphidia) sajanica (H. Aspöck et al., 1968)
- Mongoloraphidia (Mongoloraphidia) solitaria H. Aspöck et al., 1982
- Mongoloraphidia (Mongoloraphidia) sororcula (H. Aspöck & U. Aspöck, 1966)
- Mongoloraphidia (Mongoloraphidia) virgo H. Aspöck et al., 1982
- Mongoloraphidia (Neomartynoviella) kaspariani H. Aspöck et al., 1983
- Mongoloraphidia (Neomartynoviella) tshimganica (H. Aspöck et al., 1968)
- Mongoloraphidia (Usbekoraphidia) josifovi (Popov, 1974)
- Mongoloraphidia (Usbekoraphidia) sejde H. Aspöck et al., 1995
- Mongoloraphidia (Usbekoraphidia) turkestanica (H. Aspöck et al., 1968)
- Mongoloraphidia alaica H. Aspöck et al., 1997
- Mongoloraphidia assija H. Aspöck et al., 1995
- Mongoloraphidia botanophila H. Aspöck et al., 1996
- Mongoloraphidia choui H. Aspöck et al., 1998
- Mongoloraphidia dshamilja H. Aspöck et al., 1995
- Mongoloraphidia gulnara H. Aspöck et al., 1998
- Mongoloraphidia karabaevi H. Aspöck et al., 1996
- Mongoloraphidia kirgisica H. Aspöck et al., 1983
- Mongoloraphidia manasiana H. Aspöck et al., 1996
- Mongoloraphidia milkoi H. Aspöck et al., 1995
- Mongoloraphidia nomadobia H. Aspöck et al., 1996
- Mongoloraphidia pudica H. Aspöck et al., 1985
- Mongoloraphidia rhodophila H. Aspöck et al., 1997
- Mongoloraphidia talassicola H. Aspöck et al., 1996
- Mongoloraphidia tienshanica H. Aspöck et al., 1996
- Mongoloraphidia xiyue (C.-k. Yang & Chou in C.-k. Yang, 1978)
- Ohmella baetica (Rambur, 1842)
- Ohmella casta (H. Aspöck & U. Aspöck, 1968)
- Ohmella libidinosa (H. Aspöck & U. Aspöck, 1971)
- Ohmella postulata (H. Aspöck & U. Aspöck, 1977)
- Ornatoraphidia christianodagmara (H. Aspöck & U. Aspöck, 1970)
- Ornatoraphidia flavilabris (A. Costa, 1855)
- Parvoraphidia aluada (H. Aspöck & U. Aspöck, 1975)
- Parvoraphidia aphaphlyxte (H. Aspöck & U. Aspöck, 1974)
- Parvoraphidia microstigma (Stein, 1863)
- Phaeostigma (Aegeoraphidia) biroi (Navás, 1915)
- Phaeostigma (Aegeoraphidia) karpathana U. Aspöck & H. Aspöck, 1989
- Phaeostigma (Aegeoraphidia) noane (H. Aspöck & U. Aspöck, 1966)
- Phaeostigma (Aegeoraphidia) propheticum (H. Aspöck & U. Aspöck, 1964)
- Phaeostigma (Aegeoraphidia) raddai (U. Aspöck & H. Aspöck, 1970)
- Phaeostigma (Aegeoraphidia) remane (H. Aspöck et al., 1976)
- Phaeostigma (Aegeoraphidia) ressli (H. Aspöck & U. Aspöck, 1964)
- Phaeostigma (Aegeoraphidia) vartianorum (H. Aspöck & U. Aspöck, 1965)
- Phaeostigma (Caucasoraphidia) caucasicum (Esben-Petersen, 1913)
- Phaeostigma (Caucasoraphidia) resslianum (H. Aspöck & U. Aspöck, 1970)
- Phaeostigma (Crassoraphidia) cypricum (Hagen, 1867)
- Phaeostigma (Crassoraphidia) klimeschiellum H. Aspöck et al., 1982
- Phaeostigma (Crassoraphidia) knappi (H. Aspöck & U. Aspöck, 1967)
- Phaeostigma (Graecoraphidia) albarda Rausch & H. Aspöck, 1991
- Phaeostigma (Graecoraphidia) divinum (H. Aspöck & U. Aspöck, 1964)
- Phaeostigma (Graecoraphidia) hoelzeli (H. Aspöck & U. Aspöck, 1964)
- Phaeostigma (Magnoraphidia) flammi (H. Aspöck & U. Aspöck, 1973)
- Phaeostigma (Magnoraphidia) horticolum (H. Aspöck & U. Aspöck, 1973)
- Phaeostigma (Magnoraphidia) klimeschi (H. Aspöck & U. Aspöck, 1964)
- Phaeostigma (Magnoraphidia) major (Burmeister, 1839)[1]
- Phaeostigma (Magnoraphidia) robustum (H. Aspöck & U. Aspöck, 1966)
- Phaeostigma (Magnoraphidia) wewalkai (H. Aspöck & U. Aspöck, 1971)
- Phaeostigma (Miroraphidia) curvatulum (H. Aspöck & U. Aspöck, 1964)
- Phaeostigma (Phaeostigma) euboicum (H. Aspöck & U. Aspöck, 1976)
- Phaeostigma (Phaeostigma) galloitalicum (H. Aspöck & U. Aspöck, 1976)
- Phaeostigma (Phaeostigma) italogallicum (H. Aspöck & U. Aspöck, 1976)
- Phaeostigma (Phaeostigma) notatum (Fabricius, 1781)
- Phaeostigma (Phaeostigma) pilicollis (Stein, 1863)
- Phaeostigma (Phaeostigma) promethei H. Aspöck et al., 1983
- Phaeostigma (Pontoraphidia) grandii (Principi, 1960)
- Phaeostigma (Pontoraphidia) ponticum (Albarda, 1891)
- Phaeostigma (Pontoraphidia) rhodopicum (Klapálek, 1894)
- Phaeostigma (Pontoraphidia) setulosum setulosum (H. Aspöck & U. Aspöck, 1967)
- Phaeostigma (Superboraphidia) auberti (H. Aspöck & U. Aspöck, 1966)
- Phaeostigma (Superboraphidia) mammaphilum (H. Aspöck & U. Aspöck, 1974)
- Phaeostigma (Superboraphidia) minois U. Aspöck & H. Aspöck, 1990
- Phaeostigma (Superboraphidia) rauschi (H. Aspöck & U. Aspöck, 1970)
- Phaeostigma (Superboraphidia) turcicum (H. Aspöck et al., 1981)
- Phaeostigma holzingeri Rausch & H. Aspöck, 1993
- Phaeostigma longicaudum (Stein, 1863)
- Phaeostigma thaleri (H. Aspöck & U. Aspöck, 1964)
- Puncha ratzeburgi (Brauer, 1876)
- Raphidia (Aserbeidshanoraphidia) nuchensis H. Aspöck et al., 1968
- Raphidia (Nigroraphidia) friederikae H. Aspöck & U. Aspöck, 1967
- Raphidia (Nigroraphidia) palaeformis H. Aspöck & U. Aspöck, 1964
- Raphidia (Raphidia) ambigua H. Aspöck & U. Aspöck, 1964
- Raphidia (Raphidia) ariadne H. Aspöck & U. Aspöck, 1964
- Raphidia (Raphidia) beieri H. Aspöck & U. Aspöck, 1964
- Raphidia (Raphidia) euxina Navás, 1915
- Raphidia (Raphidia) grusinica H. Aspöck et al., 1968
- Raphidia (Raphidia) huettingeri H. Aspöck & U. Aspöck, 1970
- Raphidia (Raphidia) kimminsi H. Aspöck & U. Aspöck, 1964
- Raphidia (Raphidia) ligurica (Albarda, 1891)
- Raphidia (Raphidia) mysia H. Aspöck et al., 1991
- Raphidia (Raphidia) ophiopsis Linnaeus, 1758
- Raphidia (Raphidia) peterressli H. Aspöck & U. Aspöck, 1973
- Raphidia (Raphidia) ulrikae H. Aspöck, 1964
- Raphidia (Yuraphidia) duomilia C.-k. Yang, 1998
- Raphidia communis Retzius, 1783
- Subilla aliena (Navás, 1915)
- Subilla artemis (H. Aspöck & U. Aspöck, 1971)
- Subilla colossea (H. Aspöck et al., 1979)
- Subilla confinis (Stephens, 1836)
- Subilla fatma (H. Aspöck et al., 1979)
- Subilla physodes (Navás, 1913)
- Subilla priapella H. Aspöck et al., 1982
- Subilla principiae Pantaleoni et al., 2004
- Subilla walteri (H. Aspöck & U. Aspöck, 1967)
- Subilla xylidiophila (H. Aspöck & U. Aspöck, 1974)
- Tadshikoraphidia denticulata (H. Aspöck et al., 1968)
- Tadshikoraphidia dolini (U. Aspöck & H. Aspöck, 1980)
- Tauroraphidia marielouisae (H. Aspöck et al., 1978)
- Tauroraphidia netrix H. Aspöck et al., 1982
- Tjederiraphidia santuzza (H. Aspöck et al., 1980)
- Turcoraphidia acerba (H. Aspöck & U. Aspöck, 1966)
- Turcoraphidia amara (H. Aspöck & U. Aspöck, 1964)
- Turcoraphidia flavinervis (Navás, 1927)
- Turcoraphidia fuscinata (H. Aspöck & U. Aspöck, 1964)
- Turcoraphidia hethitica H. Aspöck et al., 1984
- Ulrike attica (H. Aspöck & U. Aspöck, 1967)
- Ulrike syriaca (Steinmann, 1964)
- Venustoraphidia nigricollis (Albarda, 1891)
- Venustoraphidia renate (H. Aspöck & U. Aspöck, 1974)
- Xanthostigma aloysianum (A. Costa, 1855)
- Xanthostigma corsicum (Hagen, 1867)
- Xanthostigma gobicola U. Aspöck & H. Aspöck, 1990
- Xanthostigma xanthostigma (Schummel, 1832)
- Xanthostigma zdravka (Popov et al., 1978)